# 恵文社一乗寺店

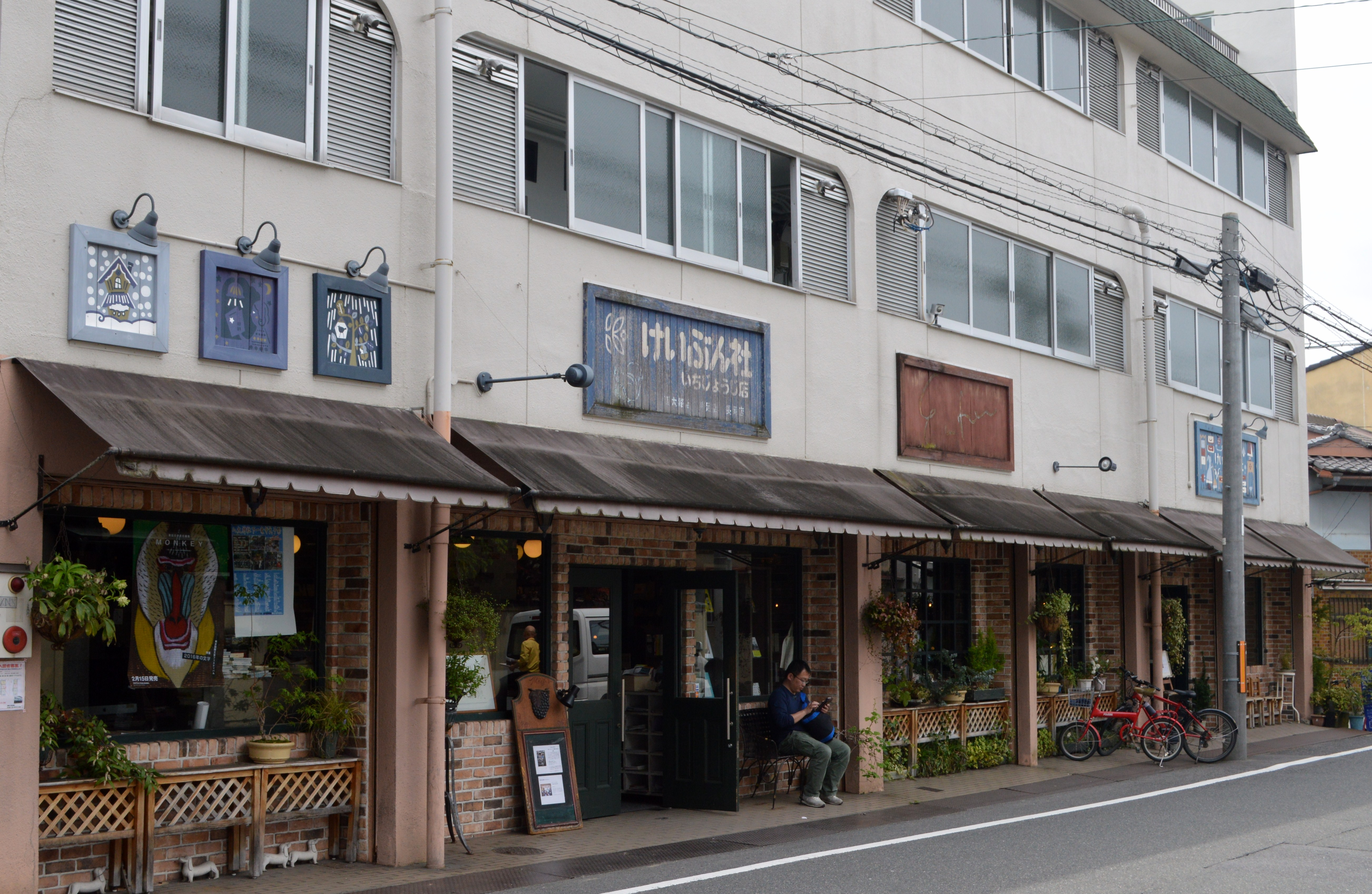
恵文社一乗寺店

恵文社一乗寺店（けいぶんしゃいちじょうじてん）は、京都府京都市左京区の書店。1975年創業。京都の独立系書店の先駆けとされる。書籍やギフトなど、本にまつわるあれこれの店。

## 概要
本、日用品、雑貨、本にまつわるあれこれの店ということで、レシピや洋裁の本から生活雑貨まで置く「生活館」、ギャラリー「アンフェール」、トークイベントからライブもできるスペース「コテージ」も備えている。
イギリスのガーディアン紙が2010年「世界で最も美しい書店」(the best 10 bookstores in the world)のひとつに選出した。当時の店長は2015年に独立して「誠光社」を立ち上げた。

## 所在地・営業時間
- 〒606-8184　京都市左京区一乗寺払殿町10営業時間
- 営業時間　11:00～19:00　年中無休(元日を除く)

## アクセス
叡山電鉄叡山本線一乗寺駅下車、曼殊院道を通って徒歩3分

## 周辺施設
- 一乗寺ラーメン街道
- 京都市立修学院中学校